# Rossiniana
Rossiniana, opus P 148, è una suite orchestrale del 1925 di Ottorino Respighi, basata su quattro brani per pianoforte di Gioachino Rossini.

## Descrizione
Respighi aveva scritto il balletto La boutique fantasque per Léonide Massine nel 1919, basandolo su brevi brani per pianoforte della raccolta di Rossini Péchés de vieillesse (Peccati di vecchiaia). Nel 1925 tornò alla musica di Rossini, prenendo in considerazione non il balletto bensì la musica da concerto. Usò ancora  Péchés de vieillesse , in particolare Quelques riens (Vari nulla) dal volume XII, e applicò ad essi quella che chiamò una "trascrizione libera".
I quattro movimenti sono:
- "Capri e Taormina (Barcarola e Siciliana)"
- "Lamento"
- "Intermezzo"
- “Tarantella 'puro sangue' (con passaggio della Processione)”.[1]

La suite è brillante, ma anche oscura ed evocativa. Sebbene non sia scritta per il balletto, la Rossiniana è eminentemente adatta per l'uso nei balletti. È anche stata coreografata  e la musica è stata registrata come "Rossiniana (musica di balletto)". Ha anche ricevuto altre registrazioni senza alcun riferimento al balletto.